# Aziz Shavershian
Aziz Sergeyevich Shavershian, ismertebb nevén Zyzz (oroszul: Азиз Серге́евич Шавершян; Moszkva, 1989. március 24. – Pattaja, 2011. augusztus 5.) oroszországi születésű ausztrál testépítő, internetes sztár, személyi edző, modell. 
2007-től feltöltött YouTube-videóinak köszönhetően saját kultuszt hozott létre és követői szemében internetes példaképpé, illetve – főként tragikus halála után – legendává vált.
2011 júliusában kapott nagyobb médiafigyelmet, amikor a The Sydney Morning Herald nevű lapban megjelent egy cikk illegális szteroid birtoklásáról. 2011. augusztus 5-én thaiföldi nyaralása során Zyzz szívinfarktusban halt meg huszonkét éves korában.

## Élete
Aziz Moszkvában született, kurd felmenőkkel, a legfiatalabb gyermeke Maiane Iboiannak (egészségügyi dolgozó) és Sergei Shavershiannak. Van egy bátyja Said Shavershian, akit sokan "Chestbrah"-ként ismernek. A 90-es évek elején Ausztráliába költözött a család. Aziz Eastwood-ban nőtt fel, ami Új-Dél-Wales államban található. A középiskolát a Marist College Eastwood-ban végezte el, ahol osztályelsőként végzett. 
A halála előtt 2011 augusztusában végzett volna a University of Western Sydney-ben kereskedelem és marketing szakon. Bár ateista volt, rózsafüzért hordott a nyakában.

## Fordítás
- Ez a szócikk részben vagy egészben  az   Aziz Shavershian című angol Wikipédia-szócikk fordításán alapul.  Az eredeti cikk szerkesztőit annak laptörténete sorolja fel. Ez a jelzés csupán a megfogalmazás eredetét és a szerzői jogokat jelzi, nem szolgál a cikkben szereplő információk forrásmegjelöléseként.